# Halové mistrovství Československa v atletice 1974
Halové mistrovství Československa v atletice 1974 se konalo v Jablonci nad Nisou ve dnech 23. a 24. února 1974.

## Překonané a vyrovnané rekordy
Během mistrovství jediná Naděžda Varcábová překonala československý rekord v běhu na 3000 m časem 9:42,0. 
Juraj Demeč v meziběhu na 60 m vyrovnal československý rekord časem 6,6 s, Petr Čech a Vlastimil Hoferek na 60 m překážek časem 7,7 s.  

## Medailisté

### Muži
| Soutěž        | Zlato                   | Stříbro                 | Bronz                                |
| 60 m          | Juraj Demeč 6,7         | Ladislav Kříž 6,8       | Milan Hirsch 6,8                     |
| 300 m         | Miroslav Tulis 35,0     | Jindřich Kohout 35,2    | Vítězslav Vostatek 35,3              |
| 800 m         | Radek Jahn              | Petr Vácha 1:56,4       | Josef Němec a Milan Modrovský 1:56,7 |
| 1500 m        | Martin Zvoníček 3:53,6  | Štefan Polák 3:55,1     | Petr Bláha 3:55,7                    |
| 3000 m        | Martin Zvoníček 8:27,0  | Štefan Polák 8:29,8     | Jiří Seliger 8:30,2                  |
| 60 m př.      | Petr Čech 7,7           | Vlastimil Hoferek 7,7   | Július Ivan 7,8                      |
| Skok do výšky | Jaroslav Alexa 211 cm   | Jan Janků 205 cm        | Ivan Macháček 205 cm                 |
| Skok o tyči   | Antonín Hadinger 480 cm | Ivo Strnad 460 cm       | Rudolf Tomášek 460 cm                |
| Skok daleký   | Bohumil Vaníček 751 cm  | Pavol Tolnay 749 cm     | Tomáš Hluštík 737 cm                 |
| Trojskok      | Jiří Vyčichlo 15,87 m   | Pavel Sasín 15,42 m     | Karel Hůlka 15,22 m                  |
| Vrh koulí     | Dušan Hamár 17,23 m     | Dalibor Vašíček 16,91 m | František Novotný 16,22 m            |

### Ženy
| Soutěž        | Zlato                      | Stříbro                    | Bronz                      |
| 60 m          | Krista Jarošová 7,5        | Ľubica Vašutová 7,6        | Lenka Tocauerová 7,7       |
| 300 m         | Jarmila Kratochvílová 40,8 | Stanislava Brunnerová 41,2 | Marie Loudová 41,5         |
| 800 m         | Svatava Hořínková 2:16,2   | Eva Novozámská 2:17,0      | Bohumila Bednářová 2:17,6  |
| 1500 m        | Naděžda Varcabová 4:34,8   | Hana Soumarová 4:52,0      | Šárka Balcarová 5:19,8     |
| 60 m př.      | Vanda Nováková 8,7         | Galina Kudrnová 8,7        | Zdena Hřebíčková 8,8       |
| Skok do výšky | Milada Karbanová 183 cm    | Alena Kutilová 175 cm      | Věra Bradáčová 175 cm      |
| Skok daleký   | Galina Kudrnová 587 cm     | Jarmila Hlubučková 587 cm  | Miroslava Březíková 582 cm |
| Vrh koulí     | Helena Fibingerová 19,87 m | Jana Matysová 15,43 m      | Milada Peterková 15,25 m   |